# آرتوپه
آرتوپه (به لاتین: Artupa) یک منطقهٔ مسکونی در جمهوری آذربایجان است که در شهرستان آستارا واقع شده‌است. آرتوپه ۱٬۸۸۲ نفر جمعیت دارد.

## جغرافیا
آرتوپه در ۴ کیلومتری شمال غربی آستارا مرکز شهرستان آستارا، ۴ کیلومتری دریای کاسپین و ۱.۵ کیلومتری بزرگراه الت-آستارا و در دشت لنکران جای دارد. فاصله آن تا شهر باکو ۲۸۸ کیلومتر است.

## ریشه واژه
آرت یا اَرد در زبان تالشی و زبان آذری باستان به‌معنی مقدّس است و آرتوپه یعنی جا یا مکان مقدس.